# 에어뉴질랜드 901편 추락 사고
에어뉴질랜드 901편(영어: Air New Zealand Flight 901)은 에어뉴질랜드의 남극 관광 비행편이었으며, 1979년 11월 28일 뉴질랜드의 오클랜드 공항을 출발하여 남극 관광 후 재급유를 위하여 크라이스트처치 국제공항을 경유, 이후 다시 오클랜드 공항으로 돌아올 예정이었던 항공편으로, 기종은 맥도넬더글러스 DC-10-30, 등록번호는 ZK-NZP이었다. 악천후로 인한 화이트아웃에 의해 남극 대륙의 에러버스 산(높이 3794m)에 충돌하는 CFIT 사고로 탑승자 257명 전원이 사망했다.

## 사고의 순간

### 사고 당시의 주변 상황
짐 콜린스 기장과 그렉 카셍 부조종사는 단 한번도 남극 대륙을 비행한 경험이 없었으나, 그들은 경험이 풍부했던데다 파일럿으로의 자격이 존중되었다. 비행 19일전인 1979년 11월 9일에 양 비행 승무원들이 브리핑에 참석했을 때 에어뉴질랜드는 이전 비행의 비행 계획 사본을 그들에게 주었다.
하지만 콜린스 기장은 브리핑 시간을 알지 못했으며, 에어뉴질랜드 지상 컴퓨터에 기록된 항로의 좌표 기록이 1977년 뉴질랜드 교통부의 민간 항공과에서 승인한 비행 계획의 항로와도 상당히 달랐다. 결재된 비행 계획은 케이프 할렛에서 맥머도 무지향성 표지(NDB)까지 경로를 직접 따라가는 항로였으며, 우연하게도 12,448풋(3,794m) 높이의 에러버스 산 정상을 거의 직접적으로 넘어 비행하는 경로였다. 하지만 11월 9일 에어뉴질랜드의 지상 컴퓨터 시스템에 제시되어 출력된 내용에서의 브리핑은 남쪽에 치우친 항로로 넓은 맥머도 만의 중간 아래라는 것에 부합했으며, 에러버스 산에서도 동쪽으로 약 27마일(43km) 남은 거리였다. 이전 비행의 대부분만이 아닌 이번 비행 계획의 좌표도 이미 사고기의 관성 항법 장치(INS)에 저장되었고 맥머도 만 경로로 비행하는 것이었는데, 그 항로는 비행할 수 없음에 부합하는 것을 모르고 있었다.
항법 부분은 약 오전 1시 40분경 지상 컴퓨터 시스템에 맥머도 웨이포인트와 동등하게 저장되었으며 비행 당일 아침에 최종 변경되었는데 결정적으로 901편의 비행 승무원들은 계획의 변경을 통보받지 못했다. 이 비행계획이 출력되어 비행 당일 아침에 승무원들에게 전달되었을때는 나중에 승무원에 의해 비행기의 관성항법장치에 입력된 상태였으며, 그 비행 계획은 11월 9일의 브리핑도 있었던데다 전날 밤에 준비했던 콜린스 기장의 지도가 수정되어 제시되었다. 비행 경로 사이에서의 중요한 차이점은 비행 계획이 제시된 11월 9일의 브리핑에서 발표된 맥머도 만으로 내려가는 경로와 부합했으며 에러버스 산의 동쪽으로 넓은 위치로 제공되었으나 비행 당일 아침에 인쇄된 비행 계획은 비행 경로가 에러버스 산과 일치하는 것에 부합했다. 맥머도 만 경로와 대조적으로 변경된 항로는 만약 이 구간에서의 고도가 13,000피트 미만일 경우 에러버스 산에 충돌할 수 있었다. 게다가 컴퓨터 프로그램은 최종 웨이포인트가 표준 텔렉스로 항공 교통 관제사에게 맥머도를 전달했을 때 그 단어의 위도와 경도의 좌표보다는 '맥머도'을 표시했는 것으로 바뀐 상태였다. 사고 이후 조사가 실시되는 동안 마혼 판사는 이것이 미국 당국으로부터 비행 계획의 변경을 감추기 위한 의도적인 시도이며, 아마 미국 항공 교통 관제에서 새로운 비행 경로에 이의를 제기하기 위한 것으로 결론내렸다.
비행에서는 맥머도 만으로 접근하기 위한 비행 고도 하강을 수행하는 동안 초기에 잠시 중지되었으며, 8자형 비행 동작을 통해 낮은 구름 밑면 사이로(후에 약 2,000 - 3,000피트(610에서 910m 사이로 추정)) 비행할 때 수면 위의 풍경을 접하는 것과 함께 지상의 상징물을 볼 수 있어 승객에게 좋은 풍경을 제공할 여유가 있었다. 그것은 비행 승무원들이 확립된 에러버스 산으로의 접근 규정에서 16,000피트(4,900m)까지로 승인된 노선의 최저 안전 고도(MSA)가 무시되거나, 에러버스 산 남쪽 부분의 6,000피트(1,800m)이상을 준수하는 둘 중 하나였다(그리해야만 구름이 가득할 때 7,000피트(2,100m)를 유지할 수 있었다). 사진과 뉴스 기사들은 이전 비행의 모습을 보여 주었으며 비행 고도는 대체로 노선의 최저 안전 고도를 준수했음을 보여주고 있었다. 덧붙여 이전 비행을 위한 대비 비행 브리핑에서는 어떤 고도라도 하강할 수 있는 권한이 맥머도 기지에 위치한 미국 항공 교통 관제에 의해 승인되었다. 미국 항공 교통 관제로서는 901편의 비행 경로가 이전 비행 경로와 같은 경로인 맥머도 만 아래였을 뿐만 아니라 에어뉴질랜드가 자신들에게 권고한 비행 경로의 웨이포인트를 따르는 것으로 기대하는 것이었으며, 관제사들이 901편에 권고한 것은 레이다 기준 1,500피트(460m) 아래로 내려가라는 것이었다. 불행하게도 사고기는 레이다 장비 범위에도 위치가 잡히지 않았으며 경험있는 승무원들도 VHF 통신을 확립하는데 어려움을 겪었다. 거리 측정 장비는 맥머도 기지의 전술 항공 항행 시스템이 잠겨 있어 어떤 유용한 기간에서도 사용할 수 없었다.
조종실 음성 기록 장치 기록은 에러버스 산에 충돌하기 최후 몇 분전 비행에서 비행 승무원들이 맥머도 만 상공을 비행하고 있었을 것이라 믿었으며, 실제로는 산꼭대기를 향해 직선으로 비행하고 있었을때는 수평선에 에러버스 산 서쪽과 로스 빙붕이 보였다는 것을 시사하고 있다. 대부분의 승무원들이 그 시간 동안 눈에 띄는 지형지물들을 구분하는데 몰두했음에도 불구하고 그들은 산이 바로 앞에 있다는 것을 알지 못했다. 시계적 기상 조건에 따른 하강 절차를 수행한 후 거의 6분이 지났을 때 901편은 거의 1,500피트(460m)의 고도에서 산에 충돌했다. 사고가 나기 몇 초전 승객이 찍은 사진을 통해 "구름속의 비행" 이론에 대한 모든 의심을 거둘수 있었으며, 항공기측의 시계에서 왼쪽으로 13마일(21km)과 오른쪽 10마일(16km) 사이에 있는 지물과 함께 구름 밑면보다는 더 아래에서 완벽하고 명확한 가시성을 보여주고 있었다.

### 좌표의 변경과 출발
승무원들은 비행기의 컴퓨터에 좌표를 입력하기 직전 오전 7시 21분에 오클랜드 국제공항을 출발했다. 그들 모르게 당일 아침 사전에 오류를 발견할때까지 좌표가 일찍 수정되었다. 승무원들은 분명히 목적지의 웨이포인트를 체크하지 않은 것과 대조적으로 지형도(심슨 기장의 11월 14일 비행) 혹은 알림이 변경된 것을 확인했다. 이 새로운 좌표는 비행 계획의 그들이 이해하고 있던 당초의 경로에서 동쪽(43킬로미터) 27마일로 변경된 것이었다. 그 좌표는 맥머도 만 대신 12,448풋(3,794m)의 높은 화산인 에러버스 산을 넘어 비행하는 것으로 프로그래밍 했기 때문이었다.
무난하게 이륙한지 4시간이 지났을 때 맥머도 기지에서 42마일(68km) 떨어진 위치를 비행하고 있었다. 무선 교신 센터에서는 10,000피트(3,000m)로 "시각적으로" 계속 하강하는 것을 허가했다. 비록 좋은 날씨에서도 당시 항공 안전 규정에서는 비행에서 6,000피트(1,800m) 아래로 저공 비행하는 것을 허가하지 않았으나 에어 뉴질랜드의 자사의 여행 잡지에서는 이전 비행에서의 분명한 6,000피트(1,800m)미만 비행의 사진을 보여 주고 있었다. 콜린스 기장도 비행기가 얼음 구멍의 물을 넘어갈 것이라고 믿었던 상황이었다.

### 에러버스 산으로의 충돌
콜린스 기장은 2,000피트(610m)로 하강한다고 맥머도 기지에 통보했으며 이 시점에서 항공기 자동 컴퓨터 시스템의 제어를 변경했다. 그곳 상공에는 구름 층이 있었는데 눈에 덮인 화산의 흰색과 함께 섞인 부분 화이트아웃이 형성되었으며 양 비행 승무원 모두 이를 대비하라는 경고를 받지 못했다. 그 효과는 항공기 콕핏에서는 위장이며 그들이 로스 얼음봉으로 믿게 만드는데 바다를 떠다니는 남극의 거대한 얼음판에서 파생된 거대한 유빙이나 사실 이제는 거대한 산의 뒷편에 위치해 있는 것이었다. 극지방의 조종사들도 경험했으나 알려진 경우가 거의 적었기에 에어 뉴질랜드는 승무원에게 화이트아웃 현상에 대한 어떤 교육도 제공하지 않았다. 그리하여 승무원들은 그들이 루이스 만을 넘어 에러버스 산의 정면으로 진입하고 있을 때 맥머도 만을 혼자서 비행한다고 생각하게 되었다.
12:49분에 사고기가 위험할 정도로 지표면 아주 가까이에 접근하면서 대지접근 경보장치(GPWS)의 음성 경고가 시작되었다. 비록 콜린스 기장이 즉각 응답하여 복행 절차를 수행했지만 비행기의 자세를 복행으로 전환하기에는 시간이 없었기에 6초 지났을 때 사고기는 에러버스 산 측면에 충돌하면서 대파되었으며, 승객 전원이 즉사했다. 사고가 일어난 시간은 12:50분이었으며 좌표 위치는 남위 77° 25′ 30″ 동경 167° 27′ 30″ / 남위 77.42500°  동경 167.45833° 에 해발고도 1,467피트(447m) 지점이었다.
맥머도 기지에서는 사고 직후 사고기와의 교신 두절을 통보하기 위해 오클랜드에 있는 에어 뉴질랜드 본사에 연락을 시도했다. 미국에서도 수색구조 요원들이 대기 위치에 들어갔다.

## 구조와 수색

### 초기 수색과 발견
오후 2시경 미 해군에서 상황 보고 내용을 발표했다.
"에어뉴질랜드 901편과의 무선 교신 실패를 시인한다. 록히드 LC-130 1대와 UH-1N 헬기 2대가 탐색 구조 활동을 시작하기 위해 준비하고 있다."
오후 3시 43분에 수집된 상황 보고서에 따르면 시정거리는 약 40마일(64km)이며 또한 6대의 항공기가 사고기를 수색하기 위해 떳다는 내용이었다.
901편은 오클랜드로의 귀환 여정을 마무리하기 전 다시 오후 6시 5분에 크라이스트 처치에 도착하여 연료 재급유가 포함된 기착과 승무원을 교대하기로 예정되어 있었다. 뿐만 아니라 50여명의 승객들도 크라이스트처치에서 잠시 하기하는 것으로 되어 있었다. 공항 직원들도 처음에는 기다리는 가족들에게 비행 스케줄이 약간 지연되는 것은 흔한 일이라고 말했지만, 시간이 지남에 따라 명백히 뭔가 잘못되어가고 있음을 눈치챘다.
오후 9시 정각에 사고기의 연료가 바닥난지 약 30분이 지났기에 에어뉴질랜드는 사고기가 완전히 손실되었음을 확신한다고 언론에 통보했다. 구조팀은 단독 비행 경로로 추정되는 곳으로 따라갔으나 아무것도 발견하지 못했다. 자정 0시 55분에 미 해군 항공기의 승무원들이 에러버스 산 가장자리에 확인되지 않은 파편을 발견했으며 생존자는 없는 것으로 볼 수 있었다. 오후 9시경 사고가 일어난지 20시간이 되었을 때 수색대의 헬기가 산의 옆에 착륙하는데 성공했다. 그들은 901편의 파편과 동시에 승객 237명, 승무원 20명이 사망했음을 확인했다. 사고기가 산에 충돌했던 순간의 고도는 1,465피트(447m)였다.
에어뉴질랜드의 로고이기도 한 코루 로고와 함께 사고기 꼬리부분의 수직 안정판이 확실히 보였으며 눈에 파묻힌채 발견되었다. 승객의 시신과 사고기의 파편들은 신원확인과 감식을 위해 오클랜드로 이송되었다. 사망자 가운데 나머지 44명은 개별적으로도 확인되지 못했다. 1980년 2월 22일에 사망자들을 위한 장례식이 거행되었다.

### 수색 활동 기한
901편의 수습을 위한 노력은 "늦게까지 이어진 활동"이라고도 불렸다.
승객 가운데 24명은 일본인들이었기 때문에 일부 일본측에서의 압력도 있었으며 이로 인해 수습을 위한 노력은 확대되었다. 이 활동은 1979년 12월 9일까지 이어졌으며 그 시간까지도 60명의 요원들이 수습을 함께했다.
희생자 개별 확인 작업은 몇 주 동안 계속되었으며 팀의 대부분은 병리학자, 치과의사 그리고 경찰관으로 이루어졌다. 장례팀은 수사관 짐 모건이 이끌었으며 그는 수색 활동에 대한 보고서를 분석하고 편집하기도 했다. 기록을 세심하게 유지하는 것은 검시관이 납득할 정도로 확인되어야 했던데다 시신이 온전하지 못하고 분리된 상태로도 존재했기 때문에 꼼꼼하지 못했다.

## 사고 조사
901편의 사고가 세계에서 모든 고립된 지역 가운데 하나인 곳이었음에도 불구하고 사고 현장에서 나온 증거들은 광범위했다. 조종실 음성 기록장치와 비행 기록 장치 둘다 정상적으로 작동했기에 내용을 판독할 수 있었다. 사고 직전의 순간에 대한 목격자들의 사진 자료가 광범위하고 유용했던데다 대부분의 승객들이 카메라를 들고 있었고 대부분의 필름을 현상한 결과 사고기가 관광 비행편이었다는 것은 사실로 밝혀졌다.

### 공식 사고 조사보고서
사고 조사보고서는 뉴질랜드의 사고 조사 담당 경감인 론 칩핀덜에 의해 편집되었으며, 1980년 6월 12일에 공개되었다. 사고의 주된 원인으로는 조종사 과실이며 통상적인 최소 고도 이하로 하강하는 결정을 한 콜린스 기장에게 책임이 있는데다 비행 승무원들이 해당 고도에서 항공기의 자세와 위치에 대한 확신이 없는 상태에서 계속 강행한 것을 인용하였다. 통상의 최저 고도는 양호한 기상 조건에서도 6000피트(1800m) 이하로 비행하는 것을 금지하고 있으나, 여러 가지 요인이 기장으로 하여금 사고기가 바다 위를 날고 있는 것으로 판단하도록 이끌었던데다(맥머도 만의 중간부와 몇 곳의 작고 낮은 섬들) 이전의 901편 승무원들이 승객들에게 좋은 조망을 제공하기 위해 가끔씩 해당 지역 상공을 낮은 고도로 비행한 바 있으며, 이에 대한 증거로는 에어뉴질랜드 자사의 여행 잡지 사진가들과 그들 개개인의 직접적인 계정이 뉴질랜드 스콧 기지의 지상에 소재했다는 것이었다.

### 마혼 판사의 조사
이 사고에 대한 대중의 관심에 응하여 뉴질랜드 정부는 사고 정황에 대해 당시 존경받았던 피터 마혼 판사가 위원장인 영국 정부 심의회의 추가 조사 활동을 발표했다.
1981년 4월 27일에 공개된 마혼 판사의 보고서에서는 이번 사고가 승무원에게 책임이 있음을 재확인했다. 마혼 판사의 견해는 에어 뉴질랜드가 승무원의 권고 없이 지상에서 기존 항법 컴퓨터에 입력된 비행 계획의 중간 좌표를 변경한 것이 사고의 실질적인 원인이라는 것이었다. 새로운 비행 계획은 산의 측면을 따라가기 보다, 오히려 사고기가 직접적으로 산을 넘어가는 경로였다. 화이트아웃 때문에 "얼음에 반사된 빛에 따른 나쁜 속임수"가 승무원들이 그들 앞에 놓인 산의 정면을 유시계로 확인할 수 없었다는 것이었다. 더 나아가 먼 거리에 위치한 수평선의 시각적 환상이 형성될 당시 그들은 '화이트아웃'이라고 불리는 드문 기상 현상을 경험했을 수도 있었다(구름층 사이로 로스 빙붕과 나머지를 근접한 거리에서 볼 수있게 허용한 포괄적인 차이를 나타낸다.). 마혼 판사가 비행 승무원들을 지적한 부분은 많은 수천명을 태우고 비행했던 시간마다 항공기의 관성 항법 장치가 매우 정밀한 것을 상당히 경험했다는 것이었다. 또한 사고기와 무선 교신을 한 맥머도 기지는 콜린스 기장에게 1,500피트(460m), 최소 안전 고도를 유지하는 것을 지시할 권한이 있음을 발견했다.
마혼의 보고서 377페이지에서의 논란은 항공사 임원들과 고위 조종사들이 조사내용을 눈가림하기 위한 음모론에 가담했다는 주장이었는데, 조사관들에게 증거와 거짓말을 덮기위한 "조직화된 거짓의 장황한 설명"이라며 그들을 비난하는 내용이었다. 마혼은 보고서 원본에서 치핀덜이 제트기 운용을 포함한 비행을 잘 이해하지 못한다는 것을 발견했는데 그(뉴질랜드 민간항공국의 평조사원)는 전형적인 단순한 항공 사고의 조사에도 연루되었다는 내용이었다. 치핀덜의 조사 기법은 보고서에서 기본 지식의 오류와 이를 회피하는 것을 허용했을 때 조사의 철저함이 부족한 것을 드러낸 것이었다. 그 결과 치핀덜은 전적으로 비행 계획 변경과 남극 대륙에서의 드문 기상 현상의 중요성을 놓쳤다. 조종사들이 비행 계획 변화에 대한 정보를 들었다면 사고는 충분히 피할 수 있었다는 내용이었다.

## 사고의 영향
901편 사고는 사고 6개월 전 시카고에서 일어난 아메리칸 항공 191편 사고와 함께 맥도넬 더글라스 DC-10 기종의 명성을 실추시긴 사고였다. ZK-NZP는 901편 사고 발생 당시 아메리칸 항공 191편 사고에 따른 긴급 점검으로 운용이 중지된 7대의 에어뉴질랜드 소속 DC-10 가운데 유일하게 운용이 재개된 항공기이기도 했다. 또한 DC-10 항공기가 포함된 항공 사고 가운데 터키 항공 981편과 아메리칸 항공 191편 사고에 이은 3번째 죽음의 사고였다. 이 사고는 에어뉴질랜드 소속 DC-10 항공기의 운용이 끝나는 뚜렷한 시작점이 되었으며, 비록 사고가 발생하기 전부터 해당 항공기 대체 운용 논의가 있었으나 DC-10 항공기는 1981년 중반에 보잉 747로 대체되고 1982년 12월에 에어뉴질랜드에서는 DC-10 항공기의 마지막 비행이 실시되었다. 또한 관광 상품으로 운용된 남극 관광 비행의 끝을 가져다 주었으며 901편 사고 이후 에어뉴질랜드는 모든 남극 방면 비행을 취소한데 이어 콴타스 항공도 1980년 2월부로 남극 방면 비행을 중단했다가 1994년에 한정 운항 형태로 재개되었다.
사고기의 파편은 아직도 에러버스 산 언덕의 눈과 얼음층 밑에 파묻혀있는데 다소 온난한 시기 동안 눈이 줄어들 때 공중에서도 볼 수 있다.

## 같이 보기
- 아메리칸 항공 965편 추락 사고
- 우루과이 공군기 571편 조난 사고